# Camille Pholien
Camille Joseph Pholien (Luik, 20 november 1879 - Brussel, 23 september 1957) was een Belgisch magistraat.

## Biografie
Camille Pholien was een zoon van François Pholien (1852-1917), advocaat-generaal bij het Hof van Cassatie, en Lambertine David (1851-1909). Hij was een broer van Joseph Pholien, eerste minister en minister van Staat.
Hij liep school aan het Sint-Michielscollege en studeerde rechten. Hij trad toe tot de magistratuur en werd achtereenvolgens:
- 1905: substituut-procureur des Konings in Bergen,
- 1919: substituut-procureur-generaal bij het hof van beroep in Brussel,
- 1921: advocaat-generaal bij het hof van beroep in Brussel,
- 1938: procureur-generaal bij het hof van beroep in Brussel.

Zijn benoeming tot procureur-generaal in 1938 veroorzaakte heel wat commotie aangezien het zijn broer, minister van Justitie Joseph Pholien, was die hem benoemde.
Tijdens de Eerste Wereldoorlog was hij actief in het Verzet. Tijdens de Tweede Wereldoorlog werd hem gevraagd het land te verlaten. Als waarnemend procureur-generaal stelde Pholien Charles Collard aan. Hij werd ook twee maanden met andere advocaten en magistraten door de Duitse bezetter in de citadel van Hoei opgesloten. In 1944 keerde hij terug naar zijn post als procureur-generaal. Hij ging met emeritaat in 1951.